# Oresbius septentrionalis
Oresbius septentrionalis är en stekelart som först beskrevs av Thomson 1883.  Oresbius septentrionalis ingår i släktet Oresbius och familjen brokparasitsteklar. Arten är reproducerande i Sverige. Utöver nominatformen finns också underarten O. s. validus.